# Hockey Club Asiago 1990-1991
Questa pagina contiene i dati relativi alla stagione hockeystica 1990-1991 della società di hockey su ghiaccio HC Asiago.

## Piazzamento
- Campionato: 7º posto in serie A1.
- Vince la Coppa Italia (1º titolo).

## Roster
- Mario Brunetta
- Giampietro Stella
- Sergio Forte
- Riccardo Marobin
- Greg Hawgood
- Mauro Cera
- Paolo Cantele
- Stefano Segafredo
- Franco Vellar
- Valentino Vellar
- Sandro Baù
- Alessandro Rigoni
- Fabio Rigoni
- Jim Camazzola
- Gaetano Miglioranzi
- Pierangelo Cibien
- Mario Cerri
- Andrea Gios
- Mark Cupolo
- Mario Simioni
- Dušan Pašek
- Doug Wickeneiser

### Allenatore
Mike McNamara, sostituito da Tony Zappia dall'11 novembre 1990.